# Cathetorhinus melanocephalus
Cathetorhinus melanocephalus is een slang uit de familie Gerrhopilidae.

## Naam en indeling
De wetenschappelijke naam van de soort werd voor het eerst voorgesteld door André Marie Constant Duméril en Gabriel Bibron in 1844. Later werd de wetenschappelijke naam Typhlops melanocephalus gebruikt. Het is de enige soort uit het monotypische geslacht Cathetorhinus.
De soortaanduiding melanocephalus betekent vrij vertaald 'zwarte kop'.

## Verspreidingsgebied
Het verspreidingsgebied van Cathetorhinus melanocephalus is onzeker. De slang werd beschreven op basis van een holotype, maar de herkomst hiervan is niet duidelijk. Volgens een bron uit 2011 is het holotype afkomstig van Mauritius maar ook Timor, Australië en Tenerife worden genoemd als mogelijk verspreidingsgebied.